# Mountfield HK
Der Mountfield HK ist ein Eishockeyklub aus Hradec Králové, Tschechien. Er spielt seit einem Lizenzkauf im Juli 2013 in der höchsten Spielklasse Tschechiens, der Extraliga. Seine Heimspiele trägt der Verein seit 1957 in der ČPP aréna aus, die 6.890 Zuschauern Platz bietet.

## Geschichte
1925 wurde in Hradec Králové der  Bruslařský klub Hradec Králové gegründet, der ab 1926 dem tschechischen Eishockeyverband angehörte. Nach dem Zweiten Weltkrieg wurde der Verein 1948 in Sokol Škoda Hradec Králové umbenannt, dessen erste Mannschaft auf regionaler Ebene spielte. Vier Jahre später wurde der Verein erneut umbenannt: Als Spartak Hradec Králové ZVÚ nahm man weiter an regionalen Wettbewerben teil, da es in Hradec Králové keine künstliche Eisfläche gab. Erst 1956 wurde mit dem Bau eines Freiluftstadions begonnen, so dass die Mannschaften des Vereins ab 1957 bessere Trainingsmöglichkeiten hatten. Das erste Spiel im neuen Stadion verlor Spartak gegen VTJ Dukla Litoměřice mit 6:9. Ende der 1950er Jahre (1958) schaffte die erste Mannschaft von Spartak den Aufstieg in die 2. Liga. Am Ende der Spielzeit 1962/63 belegtem man nur den letzten Platz der zweiten Liga, doch da sich aus finanziellen Gründen kein Aufsteiger fand, verblieb Spartak in der zweiten Spielklasse.

### Auf- und Abstiege (1967–2013)

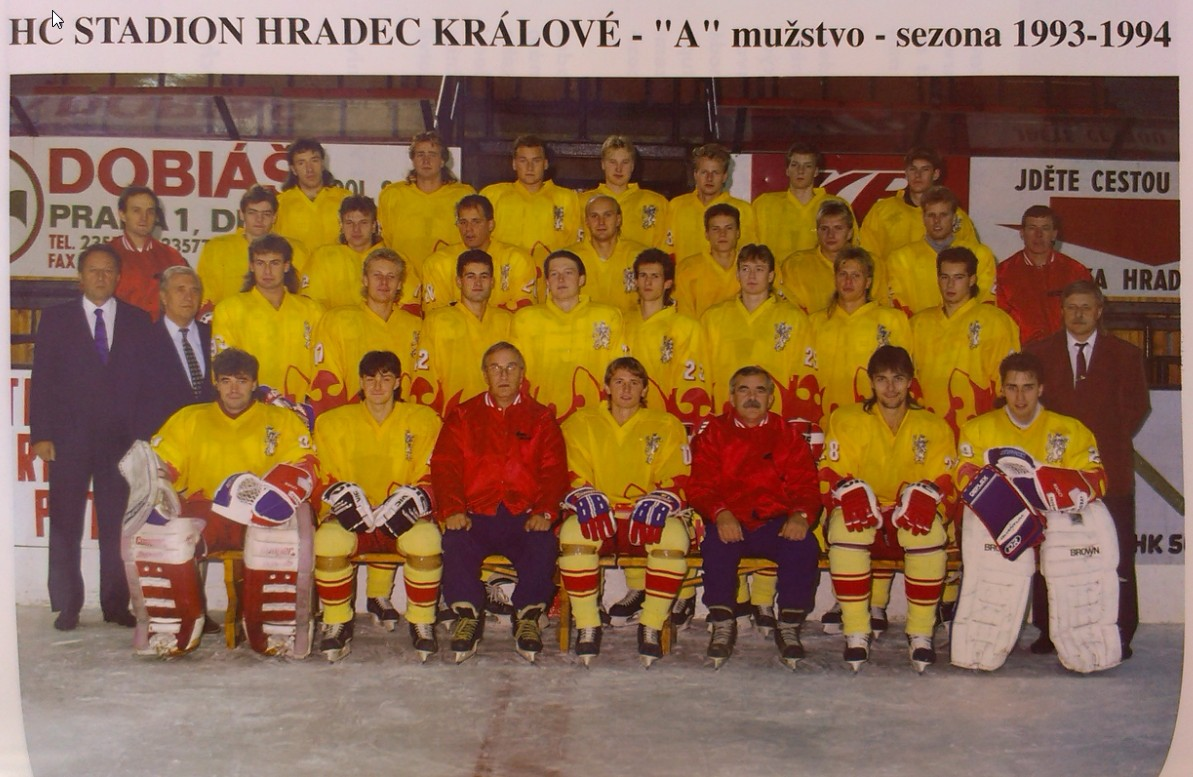
Mannschaftskader der Saison 1993/94

Ende der 1960er Jahre zeigte die erste Mannschaft des Vereins ihre bis dahin besten Leistungen: Sie gewann sowohl 1967 als 1968 ihre Staffel der zweiten Liga und war damit berechtigt, an der jeweiligen Aufstiegsrunde teilzunehmen. In den folgenden Jahren hielt sich der Klub in der Tabellenmitte der zweiten Liga. Als 1973 eine neue Ligenstruktur geschaffen wurde, qualifizierte sich Spartak nicht für die neue 1. ČNHL, sondern stieg in die drittklassige 2. ČNHL ab. Erst drei Jahre später bekam die Mannschaft die Chance zum Aufstieg: Sie gewann die Gruppe B der dritten Spielklasse und setzte sich in der Aufstiegsrunde gegen die zweite Mannschaft von SONP Kladno und von TZ Trinec durch. Damit gehörte Spartak wieder der zweiten Spielklasse der ČSSR an. Mit dem Aufstieg verbunden war eine Umbenennung des Vereins in TJ Stadion Hradec Králové. In den folgenden Spielzeiten stieg die erste Mannschaft des Vereins regelmäßig auf und wieder ab, bevor sie sich in den 1980er Jahren in der zweiten Spielklasse etablieren konnte. 1983 wurde der Klub Vizemeister der zweiten Spielklasse. Erst 1992 und 1993 konnte dieser Erfolg wiederholt werden, so dass der Verein 1993 als HC Stadion Hradec Králové in die neu gegründete Extraliga aufstieg. Allerdings belegte man am Ende der Spielzeit 1993/94 nur Platz elf, so dass man in die zweitklassige 1. Liga abstieg. 1997 folgte sogar der Abstieg in die 2. Liga.

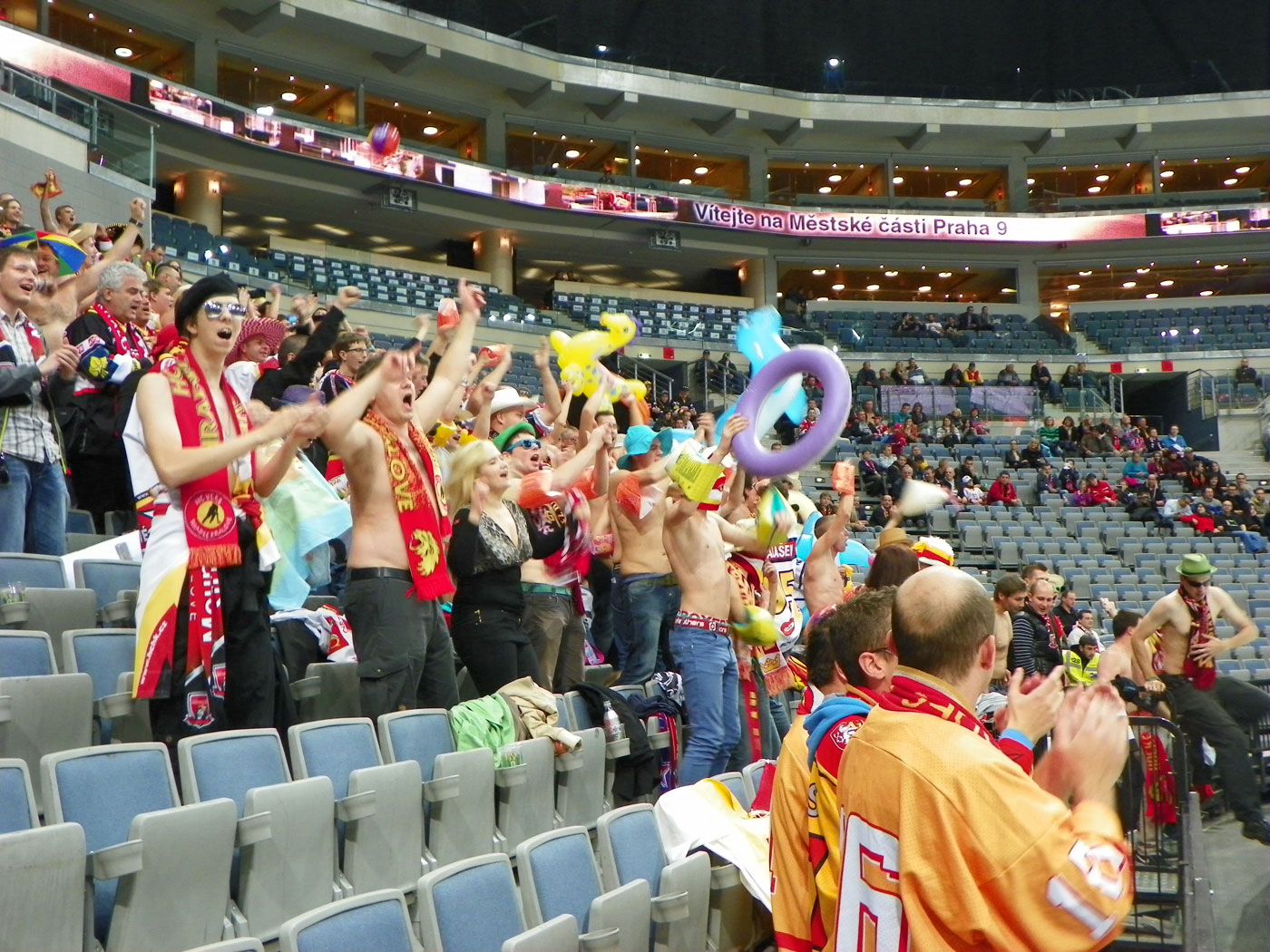
Fans des Clubs (2013)

Im Sommer 2000 wurde die Aktiengesellschaft HC Hradec Králové a.s. gegründet, an der die Stadt Hradec Králové, der HC Moeller Pardubice und eine Bürgervereinigung beteiligt waren. Dieser Gesellschaft gelang es, den Eishockeysport in Hradec Králové zu finanzieren und Sponsoren für den Verein zu finden. 2002 gelang durch den Erwerb der Lizenz der HC Šumperk der Wiederaufstieg in die 1. Liga, in der der Verein bis 2013 spielte. Zweimal schaffte es der Verein in diesem Zeitraum in das Halbfinale der Playoffs der 1. Liga.

### Kauf einer Extraliga-Lizenz (seit 2013)
Im Verlauf der Saison 2012/13 einigte sich die Extraliga auf einen Sponsorenvertrag mit der Radegast-Brauerei, die ab der folgenden Saison die exklusiven Ausschankgenehmigungen in allen Stadien der Spielklasse erhielt. Dieser Vertrag kollidierte mit dem Vertrag zwischen der Stadt Budweis und der Budweiser-Budvar-Brauerei bezüglich der Namens- und Ausschankrechte der Budvar Aréna, der hohe Strafen für den Ausschank einer anderen Biermarke als Budweiser in der Arena vorsieht.
Nachdem keine Einigung zwischen den Konfliktparteien erreicht werden konnte, wurde die Extraliga-Lizenz (inklusive der laufenden Spieler- und Mitarbeiterverträge) des HC Mountfield an eine neue gegründete Betreibergesellschaft, Mountfield HK a.s.,  aus Hradec Králové verkauft.

## Heimspielstätte

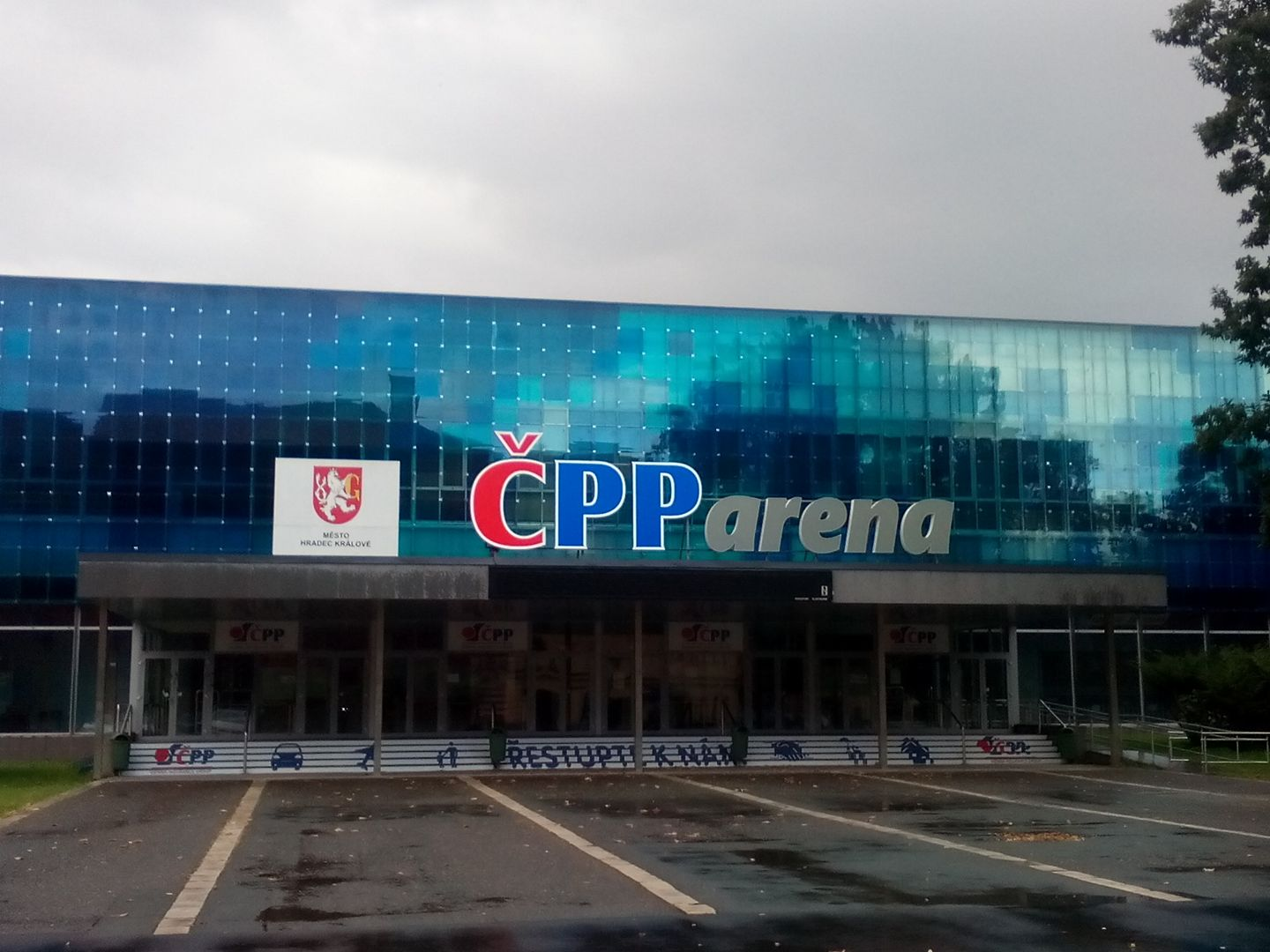
Außenansicht der ČPP aréna im Oktober 2017

Der Verein trägt seine Heimspiele in der ČPP aréna aus, die 1957 als Freiluftstadion eröffnet wurde. 1969 wurde das Stadion überdacht und hatte eine Kapazität von 7.700 Zuschauern, wobei 4.200 Steh- und 3.500 Sitzplätze zur Verfügung standen. Der beste Zuschauerschnitt der letzten Jahre wurde in der Spielzeit 2006/07 erreicht, als durchschnittlich 2.266 Zuschauer die Heimspiele des Vereins verfolgten. 2007 wurde die Halle umfangreich renoviert und bietet seitdem 6.890 Plätze (3.655 Sitz- und 3.235 Stehplätze).

## Bekannte ehemalige Spieler
- Libor Barta
- Roman Červenka
- Jakub Ficenec
- Jan Hrdina
- Filip Hronek
- Jaroslav Kudrna
- Patrik Martinec
- Petr Průcha
- Petr Zajonc